# Amnesty International États-Unis
 (août 2020).
Si vous disposez d'ouvrages ou d'articles de référence ou si vous connaissez des sites web de qualité traitant du thème abordé ici, merci de compléter l'article en donnant les références utiles à sa vérifiabilité et en les liant à la section « Notes et références ».
Amnesty International États-Unis, connue en anglais sous le nom de Amnesty International USA (AI USA), est la section américaine de l'ONG non-partisane Amnesty International. Depuis sa création en 1966, cette organisation milite pour la libération des prisonniers de conscience, l'arrêt à la peine de mort et des autres violations des droits de l'homme dans le monde. Son siège se trouve à New York, aux États-Unis.

## Principes et objectifs
Amnesty International États-Unis mène des campagnes contre la torture et la maltraitance des détenus par les forces militaires américaines en Afghanistan et en Irak. L'organisation s'oppose aux restrictions des droits de l'homme dans le cadre « War on Terror », une campagne contre le terrorisme.
Elle est également active dans la lutte contre la violence faites aux femmes dans le cadre d'une campagne internationale pour tous les droits humains dans le monde.
Amnesty International États-Unis s'oppose fermement à la peine de mort aux États-Unis, conformément à la politique de l'organisation; elle appelle à son abolition dans le monde entier, principalement en Chine, aux États-Unis, en Iran et au Vietnam.
La guerre du Darfour au Soudan est l'une des priorités de l'organisation, à la suite des grandes atteintes aux droits qui s'y produisent. Elle appelle à la mise en place d'une force de maintien de la paix des Nations unies pour prévenir les conflits et mettre fin à la souffrance inutile.

## Organisation

### Directeurs exécutifs
| Année       | Nom               |
| ----------- | ----------------- |
| 1982-1994   | Jack Healey       |
| 1994-2005   | William F. Schulz |
| 2006-2011   | Larry Cox         |
| 2011-2013   | Suzanne Nossel    |
| Depuis 2013 | Steven W. Hawkins |